# NGC 720
NGC 720 este o galaxie eliptică situată în constelația Balena. A fost descoperită în 3 octombrie 1785 de către William Herschel. Se află la o distanță de 26,06 de megaparseci de Pământ.